# 朴性厚
朴 性厚（パク・ソンフ、박성후） は、韓国のアニメーター、アニメ監督。株式会社E&H production代表取締役社長。釜山広域市出身。主に日本で活動している。

## 概要
小学生の頃に『超時空要塞マクロス 愛・おぼえていますか』を観て衝撃を受け、アニメーション業界で働くことを決める。
韓国では、中学と高校で芸術を学び、アニメーション学部のある大学に入学した。大学在学中、視野を広げるためにピクサー・アニメーション・スタジオのあるアメリカか『超時空要塞マクロス』を産んだ日本に留学することを決心する。結果的に手書きアニメーションの強さから留学先として日本を選び、千代田工科芸術専門学校に入学した。卒業後はスタジオコメットに入社し、「おねがいマイメロディ」などの制作に携わる。
アクションを得意とするアニメーター・演出家であり、作画枚数（フレーム）を少なく使う代わりに、カメラ視点を大きく振る手法を活用する。
かつてはC2CやGONZOを主な活動拠点としていたが、丸山正雄の目に留まりMAPPAで監督として『牙狼-GARO- -VANISHING LINE-』でデビューして以来、MAPPAをメインに2021年まで活動した。
2021年3月、アニメーションスタジオとしてE&H productionを設立し、代表取締役社長に就任。2022年には朴が10年間構想していた企画を基にしたオリジナルアニメーション「Project BULLET／BULLET（仮）」の制作を発表している。

## 人物
業界でも認められる実力者であり、『ゾンビランドサガ』のキャラクターデザインを担当したアニメーターである深川可純は、インタビューの中で彼を天才と表現した。
子どもの頃の好きなアニメは『ドラゴンクエスト』であり、後にスタジオコメットに参加することを選んだ理由の1つとなった。
お気に入りの映画の1つに『ドランクモンキー 酔拳』を挙げており、ジャッキー・チェンのファンである。
インスピレーションを与えた映画と俳優には、それぞれ『ダークナイト』と「ソン・ガンホ」の名を挙げている。
「もしも、アニメ業界で働いていないならば、旅人になるだろう」と『THE GOD OF HIGH SCHOOL ゴッド・オブ・ハイスクール』のインタビューの中で答えている。
サービス精神も旺盛であり、2020年9月27日には『THE GOD OF HIGH SCHOOL ゴッド・オブ・ハイスクール』を毎週レビューした韓国人YouTuberであるタンジノル（단지널）に感謝の意味で礼電を送った。

## 関連人物
よく一緒に作業するアニメーターには、平松禎史や、同じ韓国人アニメーターである金濟亨がいる。
2021年に朴が設立した株式会社E&H productionにはMAPPAで活躍したクリエイターが多く移籍しており、『呪術廻戦』『劇場版 呪術廻戦0』の副監督や『GRANBLUE FANTASY The Animation Season 2』の監督を務めた梅本唯、『体操ザムライ』監督で『ダンス・ダンス・ダンスール』助監督の清水久敏のほか、複数の作品でメインアニメーターを務めた佐野誉幸、西澤千恵、3D監督の申在勲、朴昌楫など多くのクリエイターとともに独立している。

## 参加作品

### テレビアニメ
2004年
- BLEACH（2004年 - 2012年） - 原画（350話）

2005年
- タイドライン・ブルー - 動画（4話）
- capeta（2005年 - 2006年）- 原画（5話・12話・17話・22話・26話・28話・33話・40話・44話・46話・48話）

2006年
- スクールランブル 二学期 - 第二原画（6話・23話）
- おねがいマイメロディ くるくるシャッフル！（2006年 - 2007年） - 原画（30話・33話）

2007年
- こどものじかん - 原画（1話・9話）
- Saint October - 原画（2話・8話・14話・19話・24話）
- おおきく振りかぶって - 原画（19話）
- おねがいマイメロディ すっきり♪（2007年 - 2008年） - 原画（51話）

2008年
- xxxHOLiC◆継 - 原画（7話）
- ロザリオとバンパイアCUPU2 - 原画（6話 ※共同）
- マクロスFRONTIER - 原画（16話）
- 夜桜四重奏 ～ヨザクラカルテット～ - 原画（6話）
- MAJOR 第4シーズン - 原画（81話・88話）
- 二十面相の娘 - 原画（14話・19話）

2009年
- 宙のまにまに - 原画（OP）
- ジュエルペット（2009年 - 2010年） - 原画（31話）
- 犬夜叉 完結編 - 原画（10話）
- 鋼の錬金術師 FULLMETAL ALCHEMIST（2009年 - 2010年） - 作画監督補佐（21話 ※共同・31話 ※共同）、原画（OP5・3話・4話・9話・15話・42話）
- FAIRY TAIL（2009年 - 2013年） - 作画監督（26話 ※共同）

2011年
- TIGER＆BUNNY - 作画監督協力（9話 ※共同）
- WORKING!! - 作画監督（3話 ※共同）
- ギルティクラウン（2011年 - 2012年） - 原画（11話）
- 機動戦士ガンダムAGE（2011年 - 2012年） - 原画（OP3）
- ラストエグザイル-銀翼のファム-（2011年 - 2012年） - 第二原画（15話）

2012年
- 輪廻のラグランジェ season2 - レイアウト作画監督（4話 ※共同）、キャラクター作画監督（4話 ※共同）
- アイカツ! -アイドルカツドウ!- - 作画監督（7話 ※共同・11話 ※共同）、原画（11話）

2013年
- 戦姫絶唱シンフォギアG - 原画（4話・10話）

2014年
- スペース☆ダンディ - 原画（3話・5話）
- ブレイドアンドソウル -Blade＆Soul- - 絵コンテ、演出（OP）
- 残響のテロル - 原画（1話・2話・4話・5話・7話）
- M3～ソノ黑キ鋼～ - 原画（22話）
- 神撃のバハムート GENESIS - 原画、ED（1話）
- 牙狼〈GARO〉-炎の刻印-（2014年 - 2015年） - 絵コンテ、演出、作画監督、ゲストキャラクターデザイン（18話）、原画（18話・24話）

2015年
- 聖剣使いの禁呪詠唱＜ワールドブレイク＞ - メタフィジカルデザイン、絵コンテ（2話）
- Gunslinger Stratos-ガンスリンガーストラトス- THE ANIMATION - 原画（5話）

2016年
- DAYS - 原画（6話）
- ユーリ!!! on ICE - チーフアニメーター（OP）、メインアニメーター（12話・ED）、原画（12話）

2017年
- 牙狼〈GARO〉-VANISHING LINE- - 監督、絵コンテ（1話・2話・3話・8話・17話・19話 ※共同・23話・24話）、演出（1話・8話・24話）作画監督（1話 ※共同・24話 ※共同）、アクション作画監督（14話 ※共同）、ゲストキャラクターデザイン（1話）、ホラーデザイン原案（17話 ※共同・20話・23話 ※共同）、原画（1話・2話・8話・24話）
- 神撃のバハムート VIRGIN SOUL - 原画（7話）
- 賭ケグルイ - 原画

2018年
- 宇宙戦艦ティラミス - 絵コンテ、演出、作画監督、原画（OP ※一人原画）
- BANANA FISH - 演出補佐（13話）、原画（OP2・10話）
- ゾンビランドサガ - 絵コンテ、演出、原画（OP）、作画監督（OP ※共同）、原画（9話 ※OPに登場するバックダンサーゾンビのデザインも担当）

2020年
- THE GOD OF HIGH SCHOOL ゴッド・オブ・ハイスクール - 監督、コンテ、作画監督（1話・5話・10話 ）、原画（1話・2話・5話・10話・12話・13話）
- 呪術廻戦 - 監督、絵コンテ（23話・24話）、演出（7話・24話）、原画（7話・12話・16話・20話・23話・24話）

2024年
- NINJA KAMUI - 監督、絵コンテ（1話・2話・3話・5話・6話・8話・10話・11話・13話）、演出（1話・5話・13話）

### 劇場アニメ
2009年
- 劇場版 マクロスF 虚空歌姫～イツワリノウタヒメ～ - 原画

2010年
- ブレイク ブレイド（-2011年） - 作画監督（第五章 ※共同）、メカニック作画監督（第六章 ※共同）、原画（第五章・第六章）

2011年
- 劇場版 マクロスF 恋離飛翼～サヨナラノツバサ～ - 原画

2012年
- ONE PIECE FILM Z - 原画

2013年
- BAYONETTA Bloody Fate - アニメーター

2016年
- 劇場版 牙狼〈GARO〉-DIVINE FLAME- - 絵コンテ（※共同）、演出（※共同）、作画監督（※共同）、原画

2021年
- 劇場版 呪術廻戦 0 ｰ 監督、絵コンテ、演出、原画

### OVA
2008年
- スクールランブル 三学期 - 原画（26話）

### Webアニメ
2016年
- Pokémon Generations - 絵コンテ、演出、作画監督（14話）

2018年
- DEVILMAN crybaby - 原画（10話）

2024年
- MONSTERS 一百三情飛龍侍極（監督・構成）

### 媒体未定
- アンデッドアンラック ウィンター編（2025年冬期、監督）